# Pepi-I.-Pyramide
Die Pepi-I.-Pyramide ist das Grabmal des altägyptischen Pharaos Pepi I., des dritten Herrschers der 6. Dynastie. Sie befindet sich in Sakkara-Süd, nördlich der Merenre-Pyramide und der Djedkare-Pyramide. Von ihrem altägyptischen Namen Men-nefer-Pepi leitet sich die griechische Bezeichnung der nahe gelegenen einstigen ägyptischen Hauptstadt Memphis ab.

## Erforschung
Die erste wissenschaftliche Untersuchung des Bauwerks erfolgte in den 1830er Jahren durch John S. Perring. 1881 gelang es Gaston Maspero, in das unterirdische Kammersystem vorzudringen, wo er erstmals Pyramidentexte vorfand. Seit 1950 sind die Pyramide Pepis I. und weitere umliegende Pyramiden Gegenstand von bis heute anhaltenden Grabungen französischer Ägyptologen. Zu den bedeutendsten Ergebnissen dieser Forschung zählt die Entdeckung mehrerer Königinnenpyramiden im Grabkomplex Pepis I.

## Die Pyramide
In ihren Maßen und ihrer Bauweise ist die Pyramide des Pepi weitestgehend identisch mit denen seiner Vorgänger Djedkare und Teti II. Sie hat eine Seitenlänge von 78,8 m und eine ursprüngliche Höhe von 52,5 m. Der Neigungswinkel beträgt 53°7′. Das Kernmauerwerk besteht aus kleinen Kalkstein-Stücken, die mit Tonmörtel verbunden waren. Die Verkleidung bestand aus fein gearbeiteten Kalksteinblöcken, hiervon ist allerdings nur noch die unterste Lage erhalten. Durch massiven Steinraub in späterer Zeit ist von der Pyramide heute nur noch ein etwa 12 m hoher Hügel übrig, in dessen Zentrum ein großer Krater klafft.

## Die Substruktur

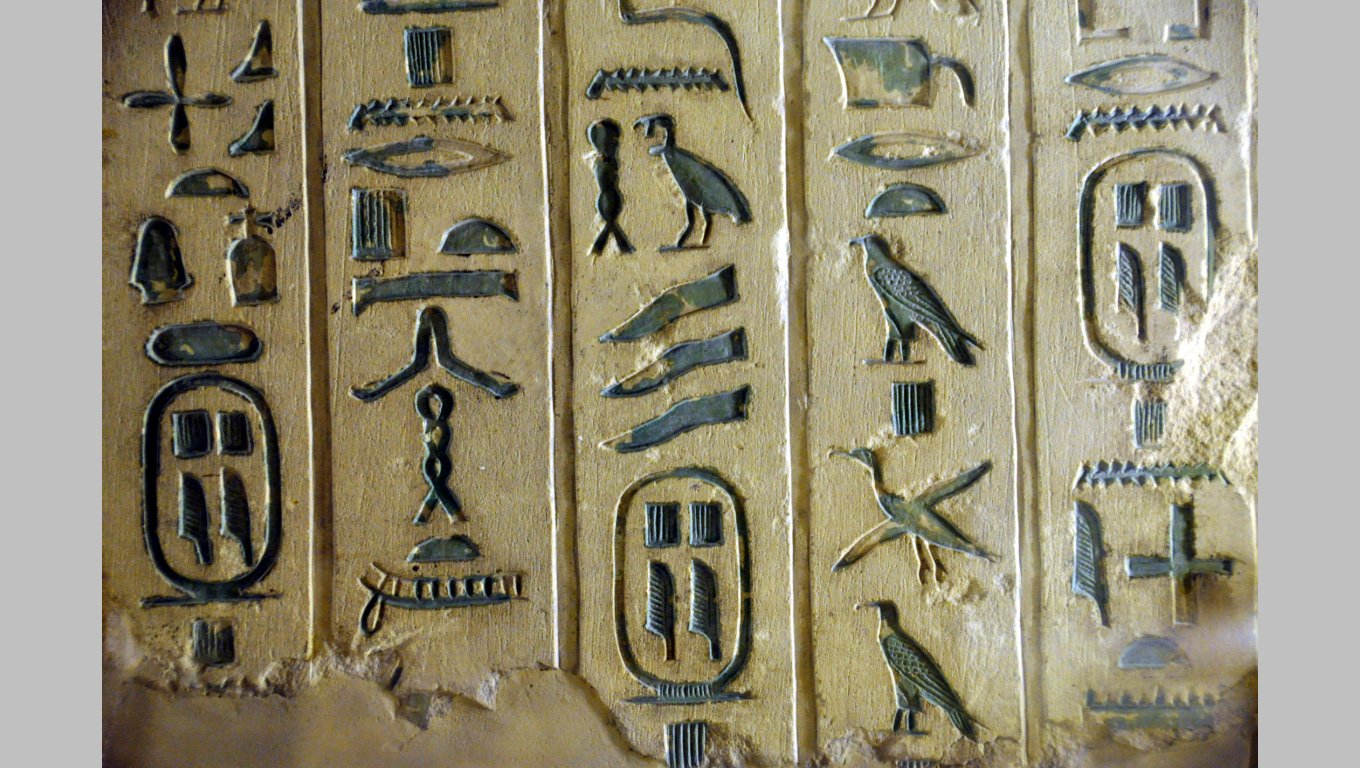
Kalksteinfragment mit Pyramidentexten aus der Pyramide Pepis I.

Auch das Kammersystem der Pyramide ähnelt denen von Djedkare und Teti. In der Mitte der Nordseite des Bauwerks stand ursprünglich eine Kapelle. Von dort aus führt ein Gang schräg nach unten. Dieser mündet zunächst in eine Kammer und läuft dann horizontal weiter. In der Mitte des horizontalen Ganges befindet sich eine Blockiervorrichtung mit drei Fallsteinen aus Rosengranit. Der Gang mündet schließlich in eine Vorkammer, von der östlich ein kleiner Magazinraum und westlich die Grabkammer abzweigen.
Die Gangkammer, der horizontale Gang, die Vorkammer und die Grabkammer sind mit Pyramidentexten beschriftet, die in die Wände gemeißelt wurden. Zusätzlich wurden sie mit grüner Farbe bemalt, was eine Neuerung gegenüber den älteren Pyramidentexten darstellt, bei denen jegliche Bemalung fehlt.
Der Magazinraum ist deutlich einfacher ausgeführt als bei Pepis Vorgängern. Während in deren Pyramiden dieser Raum noch drei Nischen aufwies, fehlen diese bei Pepi vollständig. Der Raum weist außerdem keinerlei Dekoration auf.
Die Vor- und Grabkammer werden von einem Giebeldach aus Kalksteinmonolithen bekrönt. Dieses besteht aus drei Schichten, von denen jede sechzehn Blöcke enthält. Die gesamte Dachkonstruktion hat ein Gewicht von 5000 Tonnen. Diese Decke wurde als Sternenzelt aus weißen Sternen auf einem schwarzen Hintergrund dekoriert. Im Westen der Grabkammer steht der Sarkophag, der aus schwarzem Gestein gefertigt wurde. Vor dem Sarkophag wurde ein vollständig erhaltener Kanopenkasten aus Rosengranit entdeckt. Neben dem Kasten wurden Bruchstücke von Kanopenkrügen aus Alabaster und die balsamierten Eingeweide des Königs gefunden, sowie Reste der Mumie, Leinenbinden, eine Sandale und ein Messer aus Feuerstein.

## Der Pyramidenkomplex

### Pyramidenstadt, Taltempel und Aufweg
Die Pyramidenstadt Pepis I. trug den gleichen Namen wie seine Pyramide: Men-nefer-Pepi. Am Ende des Alten und zu Beginn des Mittleren Reiches wurde sie zum Zentrum der Agglomeration, die sich rund um die alte ägyptische Hauptstadt Inebu-Hedj („Weiße Mauern“) gebildet hatte. Im Mittleren Reich wurde der Name Men-nefer-Pepi dann für die gesamte Metropole verwendet. Aus der verkürzten Form Men-nefer wurde schließlich die griechische Version Memphis, unter der die einstige Stadt noch heute bekannt ist.
Die Pyramidenstadt des Pepi und der Taltempel seiner Pyramide sind bisher nicht ausgegraben. Vom Aufweg sind nur die letzten Meter unmittelbar vor dem Totentempel erforscht.

### Der Totentempel
Wie schon die Pyramide und deren Kammersystem, so ist auch der Aufbau des Totentempels an der Ostseite der Pyramide praktisch identisch mit denen von Pepis Vorgängern. Durch Steinraub wurde der Tempel stark zerstört. Einen bedeutenden Fund stellen mehrere knapp unterlebensgroße Kalksteinstatuen von knienden und gefesselten Feinden Ägyptens dar. Sie waren ursprünglich im Pfeilerhof und vielleicht auch in der Eingangshalle des Tempels aufgestellt.

### Die Kultpyramide
Die Kultpyramide befindet sich an der Südost-Ecke der Königspyramide – eine Position, die bereits seit Pharao Sahure standardmäßig für dieses Bauwerk ist. Sie befindet sich in einem etwas besseren Erhaltungszustand als der Totentempel. Sie hat eine Seitenlänge von 15,7 m und eine Höhe von ebenfalls 15,7 m. Ihr Neigungswinkel beträgt 63°26′.

### Die Königinnenpyramiden

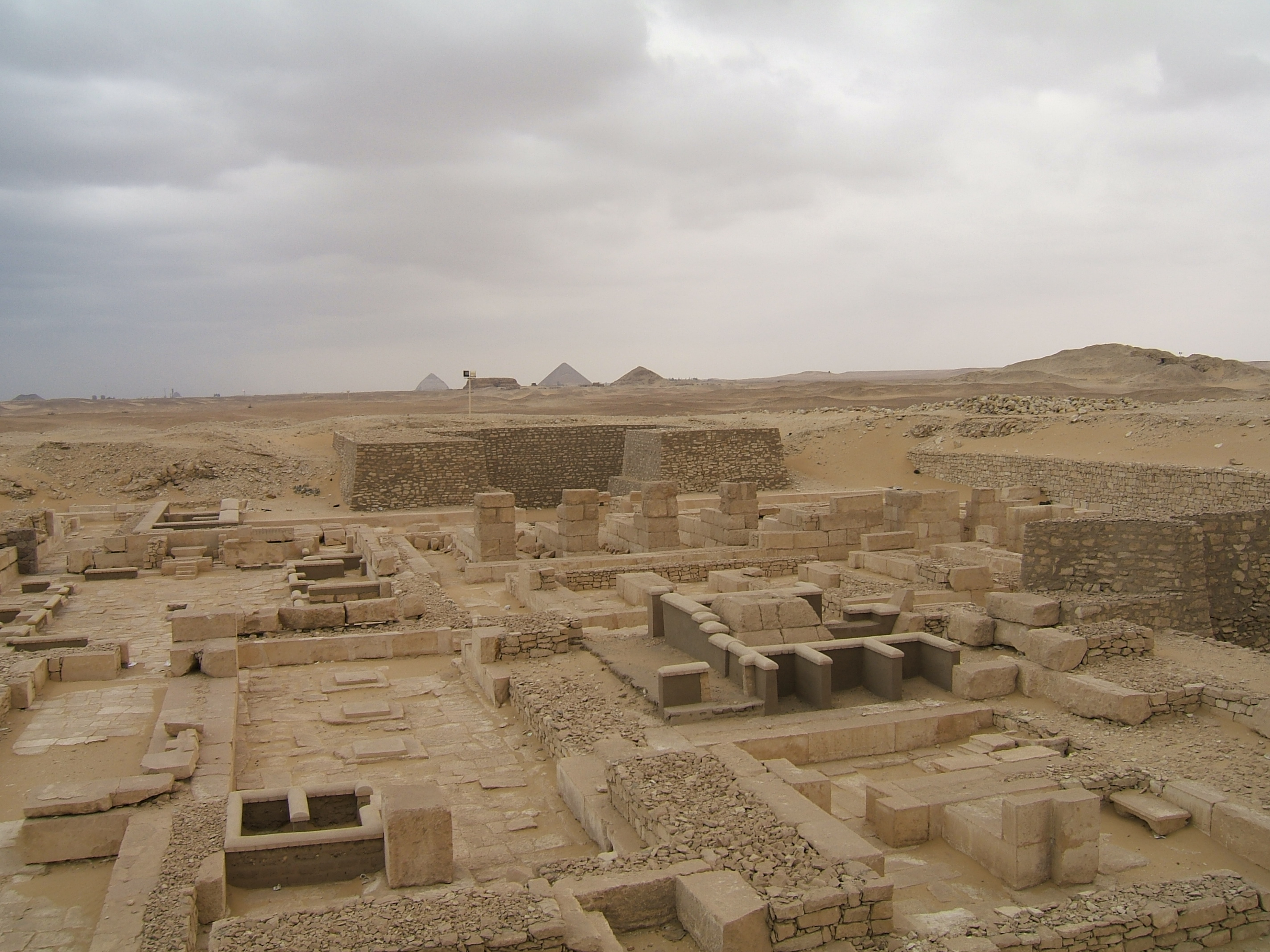
Blick über die Königinnenpyramiden von Anchenespepi II. (Bildmitte) und Anchenespepi III. (rechts, nur teilweise im Bild) und den zugehörigen Totentempeln sowie der Kultpyramide der Anchenespepi III.

Die Pyramide Pepis I. besitzt die größte Anzahl an Königinnenpyramiden unter allen Pyramidenanlagen des Alten Reiches. Zum königlichen Grabkomplex gehören mindestens acht Königinnenpyramiden, von denen drei über eigene Kultpyramiden verfügen. Die ersten drei dieser Pyramiden wurden 1988 entdeckt. Ihre Besitzerinnen sind Nubwenet, Inenek/Inti, Meritites II., Anchenespepi II., Anchenespepi III., Haaheru und Behenu. Die Besitzerin der achten Pyramide ist nicht namentlich bekannt. Da in der Umgebung dieser Bauwerke Relieffragmente gefunden wurden, auf denen die Namen von zwei weiteren Gemahlinnen Pepis I., Anchenespepi I. und Nedjeftet, genannt werden, wird vermutet, dass auch für sie hier Pyramiden errichtet wurden. Deren Entdeckung steht allerdings noch aus.

#### Die Pyramide der Nubwenet
Die östlichste bisher bekannte Königinnenpyramide gehörte Nubwenet, einer Gemahlin Pepis I. Sie besteht aus Kalkstein und hat eine Seitenlänge von 21,0 m. Die ursprüngliche Höhe betrug ebenfalls 21,0 m. An der Ostseite befindet sich ein kleiner Totentempel. Der Eingang zum Kammersystem liegt an der Nordseite der Pyramide. Dort steht eine kleine Lehmziegel-Kapelle, in der auch ein zerbrochener Kalkstein-Altar gefunden wurde. Von dort führt ein Gang hinab, der erst in eine Gangkammer mündet und dann horizontal weiterläuft. Die Grabkammer befindet sich leicht südlich des Pyramidenzentrums. In ihr wurden die Reste eines Sarkophags aus Rosengranit und beschriftete Platten aus Alabaster gefunden, deren Funktion allerdings unklar ist. Nach Osten zweigt von der Grabkammer ein Serdab ab. Hier wurden Reste der Grabausstattung gefunden.

#### Die Pyramide der Inenek/Inti
Westlich der Anlage der Nubwenet liegt die Pyramide einer weiteren Gemahlin Pepis, Inenek, auch Inti genannt. Die eigentliche Pyramide ist mit der von Nubwenet weitgehend identisch. Der einzige bedeutende Unterschied ist, dass sich die Grabkammer hier direkt unter dem Zentrum der Pyramide befindet.
Hervorstechender ist allerdings, dass die Pyramide der Inenek einen wesentlich größeren Totentempel besitzt, der allerdings aufgrund von Platzmangel nicht nur an der Ostseite der Pyramide steht, sondern sie von Norden, Osten und Süden her umschließt. An der Südostecke steht eine kleine Kultpyramide mit einer Seitenlänge und Höhe von 6,30 m. Am Eingangstor der Umfassungsmauer wurden zwei 2,20 m hohe Kalksteinobelisken gefunden. Sie sind beschriftet und mit roter Farbe bemalt, was teuren Rosengranit imitieren sollte.
Vom Begräbnis ist nicht mehr viel erhalten. Gefunden wurden ein Sarkophag aus Grauwacke, steinernes Geschirr sowie einige Gefäße.

#### Die Westpyramide
Neben dem Grab der Inenek wurde 1988 noch eine dritte Pyramide gefunden, die als „westliche Pyramide“ oder „Pyramide der westlichen Königin“ bezeichnet wurde, da ihre Besitzerin bis heute unbekannt ist. Diese Bezeichnungen sind inzwischen allerdings etwas unpassend geworden, da sie mittlerweile eher im Zentrum der bisher bekannten Königinnenpyramiden steht. Ihre Ausmaße sind die gleichen wie bei Nubwenet, das Kammersystem ist allerdings anders aufgebaut. Der Serdab befindet sich hier nicht an der Ost-, sondern an der Südseite der Grabkammer.
Von der ursprünglichen Grabausstattung konnten noch zahlreiche Gegenstände gefunden werden. Darunter befanden sich Reste eines Sarges aus Rosengranit, eine vergoldete Sandale, Kupfergeräte, Tongefäße und Holzgegenstände.
Der Totentempel wurde in Eile aus Nilschlammziegeln errichtet. Zu seiner Fertigstellung kam es erst unter Pepi II. Er war äußerst eng gebaut und mit Reliefs verziert, die Prozessionen des Hofstaates und von personifizierten Totenopfern zeigen.

#### Die Pyramide der Meritites II.
Südlich der Westpyramide wurde 1995 die Grabanlage der Königin Meritites, einer Tochter Pepis I., entdeckt. Die Pyramide wurde über einem natürlichen Hügel aus Sand und Feuersteinknollen errichtet. Die Grabkammer ist durch Absenkungen der Deckenbalken stark beschädigt, es konnten aber noch einige Grabbeigaben gefunden werden, darunter eine Kopfstütze und einige Holzfragmente, die wohl zu einem Kästchen gehörten.

#### Die Pyramide der Anchenespepi II.
1998 wurde südwestlich des Grabes der Meritites die Pyramide der Anchenespepi II., einer Gemahlin von Pepi I., gefunden. Mit einer Seitenlänge von 31,20 m war sie die größte Königinnenpyramide des Pepi-Komplexes, heute ist sie jedoch fast vollständig abgetragen. An der Nordseite wurden die Reste einer Kapelle entdeckt, von der aus ein mit Reliefs verzierter Gang zur Grabkammer führt. Ihre Wände waren mit Pyramidentexten beschriftet. 2001 wurde ein Sarkophag aus schwarzem Gestein gefunden. Östlich der Grabkammer befindet sich ein undekorierter Serdab.
Nördlich der Pyramide liegen 20 Magazinräume, in denen allerdings keine größeren Funde gemacht werden konnten. Aufschlussreicher ist hingegen ein östlich der Magazine gelegener Hof, in dem bemalte Reliefs gefunden wurden, darunter auch das Porträt der Königin. Ein weiterer wichtiger Fund ist ein Block, der die Pyramiden von Pepi I., Merenre und Pepi II. nennt. Er stellt ein wichtiges Fundstück zur Rekonstruktion der königlichen Familiengeschichte der 6. Dynastie dar.
An der Ostseite der Pyramide liegt der Totentempel, der eine recht ungewöhnliche Form hat und nach Norden hin erweitert ist. 2017 wurden bei der Grabanlage ein Pyramidion und Fragmente eines Obelisken gefunden, bei dem es sich um den größten des Alten Reiches handeln soll.

#### Die Pyramide der Anchenespepi III.
Nördlich der Magazinräume Anchenespepis II. wurde 2001 die Pyramide von Anchenespepi III., einer Tochter des Merenre und Gemahlin Pepis II., entdeckt. Die Grabkammer ist mit einem Hieroglyphenband verziert, das Name und Titel der Königin nennt. Im Südosten des Bauwerks steht eine kleine Kultpyramide.

#### Die Pyramide der Haaheru
Nordwestlich der Westpyramide liegt die stark zerstörte Königinnenpyramide der Haaheru. Die Lesung ihres Namens ist unsicher, ursprünglich wurde er irrtümlich Mehaa gelesen. Er ist nur einmal belegt und zwar in einem Gebäude, das für die Grabkammer ihres Sohnes Hornetjerichet gehalten wird, bei dem es sich möglicherweise aber auch um den Totentempel der Haaheru handeln könnte.
Die Pyramide hat eine Seitenlänge von 22,60 m. Die Grabkammer ist fast völlig zerstört, es konnten allerdings noch Reste der Wanddekoration im Stil einer Palastfassade sowie einige Inschriften gefunden werden.

#### Die Pyramide der Behenu
Im Jahr 2007 wurden nordwestlich der Haaheru-Pyramide die Reste einer achten Königinnenpyramide ausgegraben. Der Name ihrer Besitzerin lautet Behenu. An der Südseite des Bauwerks befindet sich der Totentempel, an der Südostseite zudem eine kleine Kultpyramide. In den Überresten der Grabanlage wurden auch Fragmente von Pyramidentexten und der Kopf einer Statuette der Königin Behenu gefunden. Anfang 2010 wurde die Grabkammer ausgegraben. Sie misst 10 m × 5 m und enthielt Überreste der Wanddekoration sowie den Sarkophag der Behenu. Im Rahmen der schweizerisch-französischen "Mission Sakkara" werden die Pyramidentexte rekonstruiert.

### Weitere Grabanlagen

#### Das Grab der Hathor-Priesterin Anchenespepi
Der Westteil der Grabanlage von Anchenespepi III. blieb unvollendet. Dort entstand wahrscheinlich in der 1. Zwischenzeit das Grab der Hathor-Priesterin Anchenespepi. Der Oberbau besteht aus ungebrannten Ziegeln. Durch einen Schacht gelangt man in eine überwölbte Kammer. An deren Ostwand befindet sich ein nur 20 cm breites Grabräuberloch, das zu einer kleinen Kammer aus Kalkstein führt, die für das eigentliche Begräbnis gedacht war. Ihre Wände waren bemalt. Im Grab wurden fünf dekorierte Holzgriffe von Spiegeln und eine 38 cm hohe Holzstatuette der Verstorbenen gefunden.

#### Die Reherischefnacht-Pyramide
Direkt nördlich an die Pyramidenanlage der Anchenespepi III. angrenzend befindet sich eine kleine Pyramide, die erst am Ende der 11. oder am Anfang der 12. Dynastie errichtet wurde. Ihr Besitzer war ein Beamter namens Reherischefnacht, es handelt sich somit um die älteste bekannte ägyptische Pyramide, die nicht für ein Mitglied der Königsfamilie errichtet wurde. Das Bauwerk besteht hauptsächlich aus wiederverwendeten Bruchstücken, die ursprünglich von anderen Bauten aus der Umgebung stammten.